# Мартін Кончковський
Мартін Кончковський (пол. Martin Konczkowski, нар. 14 вересня 1993, Руда-Шльонська, Польща) — польський футболіст, фланговий захисник клубу «П'яст».

## Ігрова кар'єра
Грати у футбол Мартін Кончковський починав у клубі Екстракласи «Рух» (Хожув). Провівши у клубі п'ять сезонів і зігравши за команду понад сто матчів, у 2017 році Мартін уклав угоду з клубом з міста Гливиці — «П'яст». З яким за два роки зумів виграти національний чемпіонат.

## Досягнення
П'яст
 Чемпіон Польщі: 2018/19